# Ariarates VIII
Ariarates VIII foi o último rei da Capadócia da dinastia ariarátida, os descendentes de Ariarates I. Assim como seu irmão mais velho, Ariarates VII, que foi assassinado pelo tio de ambos, Mitrídates VI do Ponto, Ariarates VIII também perdeu o reino para o tio, e morreu no exílio.

## Família
Seu pai, Ariarates VI, era filho de Ariarates V e Laódice. Ariarates VI casou-se com Laódice, irmã de Mitrídates VI do Ponto. Ariarates VI e Laódice tiveram dois filhos, Ariartes  (Ariarates VII) [carece de fontes?] e Ariarates (Ariarates VIII).

## Reinados de Ariarates VI e VII
Mitrídates assassinou Ariarates VI através de Górdio, e resolveu tomar o reino da sua irmã e dos seus sobrinhos. Enquanto isso, Nicomedes III, rei da Bitínia, ocupou a Capadócia, e Mitrídates, fingindo ajudar sua esposa e seus sobrinhos, expulsou Nicomedes.
Mas Laódice já tinha feito um acordo com Nicomedes, o que irritou Mitrídates, que expulsou as guarnições bitínias da Capadócia e instalou seu sobrinho, filho de Laódice, no trono. Alguns meses mais tarde, Mitrídates quis que Górdio, o assassino de Ariarates VI, retornasse à Capadócia, mas o jovem rei da Capadócia Ariarates VII, filho do rei assassinado, ficou indignado, e reuniu um exército para lutar contra Mitrídates.
Mitrídates chamou o sobrinho Ariarates VII para uma conferência de paz, e disse, ao enviado de Ariarates que o estava revistando à procura de armas, que tomasse muito cuidado quando fosse examinar sua região genital, pois poderia encontrar outro tipo de arma; o revistador não procurou nesta região. Mitrídates afastou Ariarates dos seus companheiros, como para conversar em segredo, e o assassinou com a arma que tinha escondido na região genital.

## Ascensão, exílio e morte
Mitrídates colocou seu filho, Ariarates, uma criança de oito anos, como rei, deixando Górdio de guardião.
Os capadócios se revoltaram, e chamaram o outro filho de Laódice e Ariarates VI, Ariarates VIII, para reinar, mas Mitrídates o derrotou, exilou, e ele morreu de doença causada pela ansiedade, no exílio.

## Sucessão
A dinastia ariarátida deixou de reinar na Capadócia.
Nicomedes, rei da Bitínia, temendo que Mitrídates anexasse a Capadócia e, em seguida, a Bitínia, arrumou um jovem de extrema beleza, e fez ele se passar por um terceiro filho de Ariarates VI e Laódice, e enviou Laódice, sua esposa, para Roma, dizendo que ela tinha tido não dois, mas três filhos com seu antigo marido. Mitrídates enviou Górdio a Roma, para dizer que seu filho, que ele havia colocado no trono da Capadócia, era filho de Ariarates V, que havia morrido lutando como aliado dos romanos contra Aristonico. O Senado Romano, percebendo as ambições de ambos, retirou a Capadócia de Mitrídates e a Paflagônia de Nicomedes, e ofereceu a liberdade aos capadócios, mas estes a rejeitaram, dizendo que não poderiam sobreviver sem um rei, e o Senado indicou Ariobarzanes como rei.